# Baia
Baia [ba:'ia] je mjesto u Italiji, u blizini Napulja (općina Bacoli). U rimsko doba je služila kao carska ljetna rezidencija (Baiae). Poznato termalno kupalište postalo je već od 2. st. pr. Kr. (Aquae Cumanae). Ruševine monumentalnih terma i ostalih građevina dijelom su potopljene zbog spuštanja obale.